# Отсутствие (фильм, 2011)
«Отсутствие» (англ. Absentia) — американский независимый фильм 2011 года, мистическая драма с элементами фильма ужасов. Фильм был с успехом показан на многих кинофестивалях и завоевал ряд наград, чем принёс известность молодому режиссёру Майку Флэнагану.

## История
После нескольких ранних фильмов Флэнаган обратился к жанру фильма ужасов и в 2006 году снял короткометражку «Окулус: глава 3» (Oculus: Chapter 3 — The Man with the Plan). Изначально Флэнаган планировал, что этот фильм будет одним из цикла, однако на продолжение цикла он не нашёл финансирования, и решил снять другой фильм ужасов по собственному сценарию. Деньги на съёмки были собраны путём краудфандинга на платформе Kickstarter. В одной из главных ролей снялась подруга режиссёра, актриса Кортни Белл, которая как раз ждала их общего ребёнка (её героиня беременна и по сюжету фильма), часть фильма снималась в их доме, а туннель действительно находился неподалёку. Несмотря на ограниченный бюджет, Флэнагану удалось на день пригласить на съёмки Дага Джонса, известного своим исполнением необычных ролей: Джонс сыграл человека в тоннеле, который на непродолжительное время вырывается из потустороннего мира.
Фильм оказался успешным и демонстрировался через Netflix. После этого Флэнаган вернулся к сюжету о проклятии зеркала и снял уже полнометражную картину «Окулус».

## Сюжет
Семь лет назад муж Триши Дэниэл ушёл из дома и не вернулся. Наконец она решается подать заявление об объявлении его умершим ввиду длительного отсутствия. Чтобы поддержать Тришу в этот трудный период, к ней приезжает её младшая сестра Кэлли, которая до этого долгое время путешествовала по стране, проходя курс избавления от наркозависимости. Кэлли узнаёт, что Триша беременна и что ей симпатизирует полицейский инспектор Мэллори. Триша и Кэлли подают заявление об объявлении Дэниэла умершим и ожидают положительного решения. При этом Тришу постоянно мучают видения Дэниэла в облике призрака, который набрасывается на неё. Она, однако, не говорит об этом никому, кроме своего психолога, который объясняет эти видения тем, что Триша переживает окончательное признание Дэниэла умершим.
Во время утренних пробежек Кэлли не раз проходит сквозь небольшой тоннель под мостом. Однажды в тоннеле она видит худого и оборванного человека, который спрашивает Кэлли, видит ли она его, и просит найти его сына, предлагая дать её что-то в обмен. Кэлли уходит, однако вечером, вспомнив этого человека, приносит в тоннель коробочку с едой. На следующий день она находит на пороге цепочки и другие мелкие металлические предметы, которые незнакомец предлагал ей в обмен. Она относит их обратно в тоннель, где встречает молодого человека, который тоже оставляет у входа в тоннель какой-то пакет. Позже цепочки снова появляются, на этот раз в постели Кэлли.
Наконец, Триша получает свидетельство о смерти Дэниэла. Теперь она свободна и назначает свидание Мэллори, однако как только они выходят на улицу, то встречают израненного и оборванного Дэниэла. Его осматривают в больнице и допрашивают, однако он ничего не говорит. Между тем, на нём та же одежда, что и семь лет назад. Услышав шум в комнате, где спит Дэниэл, Кэлли говорит с ним, и он признаётся, что нечто страшное охотится за ним и скрывается за стеной комнаты. Вечером Мэллори вызывает Тришу поговорить, и в это время Кэлли видит, как паукообразное существо утаскивает Дэниэла из дома и затаскивает в туннель. Полицейские не верят Кэлли, потому что она пила в тот день алкоголь. Тем не менее, Дэниэла снова объявляют пропавшим.
Кэлли находит в интернете множество известий о пропавших без вести в районе тоннеля, в том числе в те времена, когда тоннеля там ещё не было. Она предполагает, что там может находиться место, куда демоны забирают людей, обречённых на муки. В один из дней у тоннеля находят труп мужчины, которого ранее встретила в тоннеле Кэлли — это оказывается исчезнувший много лет назад Уолтер Ламберт, а парень, которого Кэлли видела у тоннеля, был его сыном, причем в мешке он приносил к тоннелю щенков.
Однажды вечером, гася свет, Триша и Кэлли слышат странный звук, а затем то же существо, что уволокло Дэниэла, утаскивает в тоннель и Тришу. В полиции не верят Кэлли, потому что у неё при обыске были обнаружены наркотики. Кэлли же приходит ночью в тоннель и предлагает обмен. Она слышит из-за стен крики людей и собирается убежать из тоннеля, но не успевает, потому что на неё нечто набрасывается.
Мэллори развешивает в округе объявление о пропавших Трише и Кэлли. С его напарником Лонерганом они обсуждают, не могли ли девушки вместе или по отдельности решить просто уехать подальше после случившегося с Дэниэлом. Лонерган предполагает также, что сын Ламберта может быть серийным убийцей. Позже Мэллори видит у тоннеля Кэлли, однако подойдя поближе, убеждается, что там никого нет. Однако Кэлли смотрит на него из тоннеля, находясь в другом измерении и под охраной существа.

## В ролях
| Актёр              | Роль              |
| ------------------ | ----------------- |
| Кортни Белл        | Триша             |
| Кэти Паркер        | Кэлли             |
| Дейв Левин         | детектив Мэллори  |
| Джастин Гордон     | детектив Лонерган |
| Морган Питер Браун | Дэниэл            |
| Даг Джонс          | Уолтер Ламберт    |
| Джеймс Флэнаган    | Джейми Ламберт    |
| Скотт Грэхем       | доктор Эллиот     |
| Иэн Грегори        | Митч              |
| Конни Вентресс     | Рут               |

## Отзывы
Фильм получил в основном положительные отзывы кинокритиков. На сайте Rotten Tomatoes на основе 8 рецензий фильм имеет рейтинг 75 %.

## Награды
| Год  | Фестиваль                                       | Номинация                                            | Получатель                |
| ---- | ----------------------------------------------- | ---------------------------------------------------- | ------------------------- |
| 2011 | Shriekfest                                      | Лучший художественный фильм ужасов                   | Майк Флэнаган             |
| 2011 | Sacramento Horror Film Festival                 | Лучший художественный фильм                          | Майк Флэнаган             |
| 2011 | Maelstrom International Fantastic Film Festival | Лучший художественный фильм (приз жюри)              | Майк Флэнаган             |
| 2011 | Freak Show Horror Film Festival                 | Лучший художественный фильм ужасов                   | Майк Флэнаган             |
| 2011 | Sonoma International Film Festival              | Лучший художественный фильм (Best Narrative Feature) | Майк Флэнаган             |
| 2011 | Phoenix Film Festival                           | Лучший художественный фильм ужасов                   | Майк Флэнаган             |
| 2011 | Rhode Island Horror Film Festival               | Первое место                                         | Майк Флэнаган             |
| 2011 | ShockerFest International Film Festival         | Лучший художественный фильм ужасов                   | Майк Флэнаган             |
| 2011 | Buffalo Screams Film Festival                   | Лучший художественный фильм ужасов                   | Майк Флэнаган             |
| 2011 | Buffalo Screams Film Festival                   | Лучший режиссёр (художественный фильм)               | Майк Флэнаган             |
| 2011 | Buffalo Screams Film Festival                   | Лучший сценарий (художественный фильм)               | Майк Флэнаган             |
| 2011 | New Orleans Horror Film Festival                | Лучший сценарий                                      | Майк Флэнаган             |
| 2011 | Thriller! Chiller! Film Festival                | Приз Best Thrill                                     | Майк Флэнаган             |
| 2011 | A Night of Horror International Film Festival   | Приз Режиссёрский выбор (Director’s Choice Award)    | Майк Флэнаган             |
| 2011 | Tabloid Witch Awards                            | Лучший художественный фильм ужасов                   | Майк Флэнаган             |
| 2011 | Tabloid Witch Awards                            | Лучшая актриса                                       | Кэти Паркер и Кортни Белл |
| 2011 | Tabloid Witch Awards                            | Лучший актёр                                         | Дейв Левин                |
| 2011 | Tabloid Witch Awards                            | Лучший актёр второго плана                           | Морган Питер Браун        |
| 2011 | Tabloid Witch Awards                            | Лучшее звуковое оформление                           | Ричард Рейгон             |
| 2011 | Blue Whiskey Independent Film Festival          | Лучшее звуковое оформление                           | Gypsy Sound               |
| 2011 | Fargo Film Festival                             | Почётное упоминание                                  | Майк Флэнаган             |
| 2013 | Fangoria                                        | Лучший фильм, выпущенный direct-to-video             | Майк Флэнаган             |